# Рудьева, София Андреевна
Софи́я Андре́евна Ру́дьева (род. 15 ноября 1990, Ленинград, СССР) — российская модель, победительница конкурса Мисс Россия в 2009 году. Получила скандальную известность в связи с публикацией эротической фотосессии перед конкурсом «Мисс Вселенная».

## Биография
София Рудьева родилась 15 ноября 1990 года в Ленинграде в семье художников, Андрея и Татьяны Рудьевых. В десять лет занималась в театральной студии, но оставила её после двух лет обучения. Когда Рудьевой исполнилось 12 лет, её родители расстались, и девочка предпочла остаться с отцом. Летом 2008 года окончила школу № 203 имени А. С. Грибоедова. По утверждению Татьяны Рудьевой, дочь хотела поступить на курсы психологии, однако предпочла принять участие в конкурсе красоты и эротической фотосессии.

### Карьера
В модельный бизнес Рудьева попала, когда ей было 15 лет. Уже через год она получала приличные гонорары за съёмки (до тысячи долларов за фотосессию). В возрасте 16 лет она принимала участие в конкурсе «Elite Model Look Russia 2007».
7 марта 2009 года стала победительницей конкурса «Мисс Россия». Эта победа является первым подобным случаем в истории данного конкурса красоты. Ранее в финале участвовали только победительницы региональных конкурсов. Рудьева, не являясь «Мисс Петербург», победила в федеральном конкурсе. Выигранные деньги (100 тысяч долларов) Рудьева намеревалась потратить на помощь детёнышам тюленей, которых истребляют. Победа на конкурсе «Мисс Россия» позволила Рудьевой представить Россию на конкурсе «Мисс Вселенная».
В скором времени после победы на конкурсе «Мисс Россия» в Интернете были опубликованы эротические фотографии Рудьевой, сделанные для зарубежного журнала Perfect 10 четыре года назад, когда девушке исполнилось лишь 15 лет. Сама Рудьева в открытом письме признала свою ошибку и заявила, что искренне сожалеет о поступке. Организаторы конкурса «Мисс Вселенная» не сочли эту фотосессию «отягчающим обстоятельством» и подтвердили участие Рудьевой.
23 августа 2009 года Рудьева приняла участие в конкурсе «Мисс Вселенная 2009». Однако в число 15 финалисток она не прошла. Рудьева заявила, что проигрышем она не расстроена.
Во время пребывания в статусе «Мисс Россия-2009» стала лицом брендов Oriflame и Pepsi Light. По приглашению дизайнера Филиппа Плейна, приняла участие в фотосессии с Димой Биланом для новой коллекции дизайнера.
6 марта 2010 года в финале конкурса «Мисс Россия 2010» Рудьева передала свою корону новой мисс Россия Ирине Антоненкоref>MK.RU Архивная копия от 12 февраля 2011 на Wayback Machine</ref.